# Rosenheimer Lay

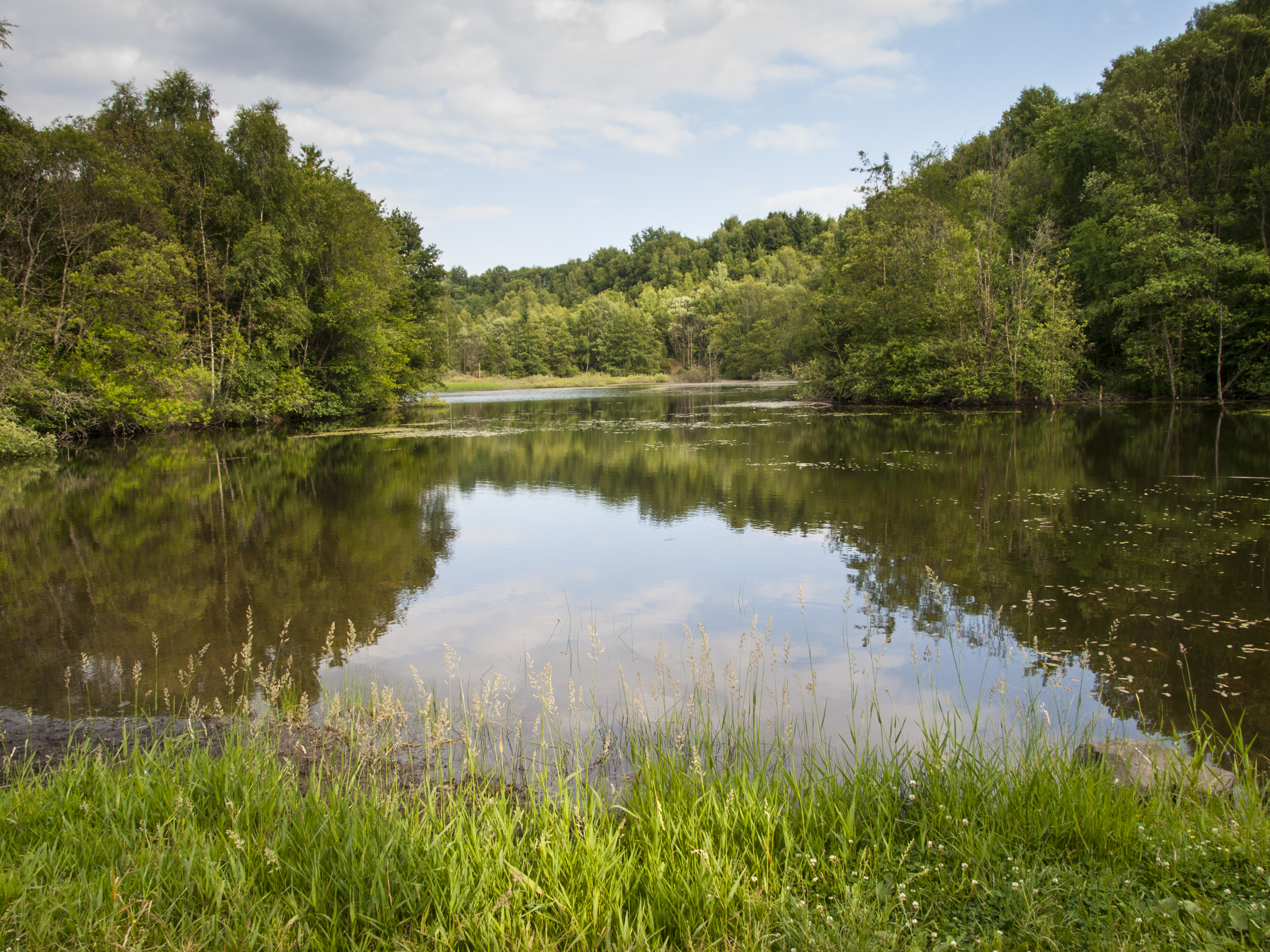
Steinbruchsee im NSG Rosenheimer Lay

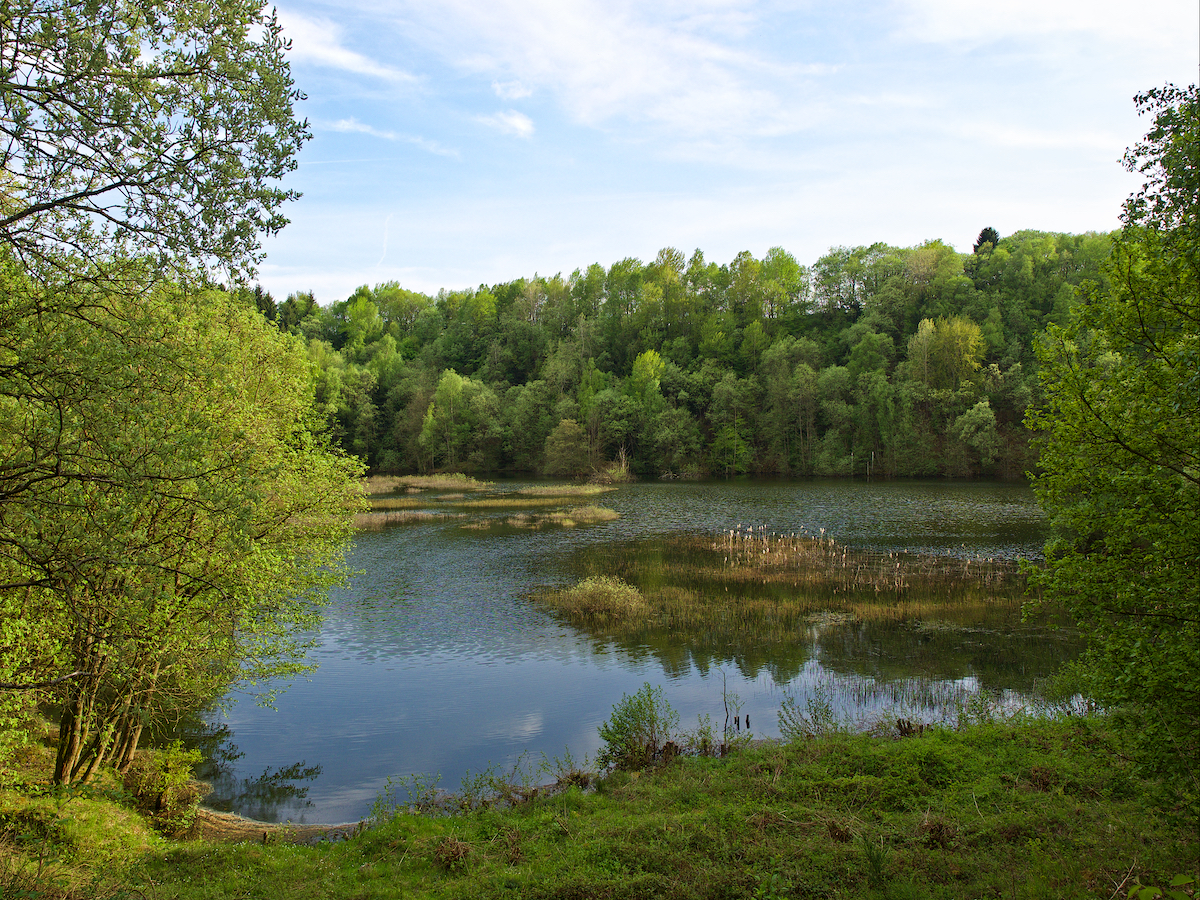

Die Rosenheimer Lay ist ein als Naturschutzgebiet ausgewiesener Landschaftsraum im Landkreis Altenkirchen im Westerwald. Es handelt sich um einen aufgelassenen Steinbruch, der früher auch Kotzenrother Lay genannt wurde, in dem bis 1976 Basalt abgebaut wurde und heute ein Feuchtbiotop darstellt. Nördlich der Rosenheimer Lay erstreckt sich das Naturschutzgebiet Lindians Seifen.
Das Naturschutzgebiet Rosenheimer Lay hat eine Größe von etwa 49 Hektar und umfasst Gebietsteile der Gemeinden Rosenheim und Elkenroth.
Der Schutzzweck ist 
„die Erhaltung des aufgelassenen Steinbruchs mit seinen Wasser- und Flachwasserzonen und mit seinen Steilflächen als Lebensraum seltener und in ihrem Bestandes bedrohter Tierarten, insbesondere von Amphibien, Reptilien und Vögeln sowie aus wissenschaftlichen Gründen“.
Die entsprechende Rechtsverordnung wurde von der Bezirksregierung Koblenz am 23. Mai 1985 erlassen.